# Східне оперативно-територіальне об'єднання НГУ
Східне територіальне управління (Східне ТрУ, в/ч 2240) — оперативно-територіальне управління (об'єднання еквівалентне дивізії) Національної гвардії України. Структурно має знаходитись в м. Донецьк.

## Історія
19 жовтня 2000 року на базі управління 4-ї дивізії ВВ МВС України (в/ч 2240) створено Управління Східного територіального командування ВВ МВС України. До зони відповідальності Східного територіального командування Внутрішніх військ МВС увійшло чотири області: Донецька, Луганська, Харківська та Сумська. До його складу входили окрема бригада внутрішніх військ, спеціальні моторизовані військові частини міліції внутрішніх військ, окремий батальйон з конвоювання та охорони підсудних внутрішніх військ, перший військовий госпіталь внутрішніх військ МВС України.
Після відновлення Національної гвардії України у 2014 році, управління перейшло її контроль.

## Структура
- Управління (м. Харків, В/ч 2240)[1]

- 3 бригада оперативного призначення, в/ч 3017, м. Харків[2]
- 5 окрема Слобожанська бригада, в/ч 3005, м. Харків[3]
- 35 окремий полк, в/ч 3051, м. Суми[4]
- 18-та Слов'янська бригада, в/ч 3035 м. Слов'янськ (м. Луганськ)[5]
  - 2-й батальйон спеціального призначення «Донбас»
- 12-та бригада спеціального призначення «Азов»[6]

### Розформовані частини
- 17 моторизований полк міліції (в/ч 3037, м. Донецьк) — колишній навчальний полк (в/ч 5440)
- 3-й полк (в/ч 3023, м. Донецьк) — колишній 468 полк, (в/ч 3425)
- Окремий батальйон КЕОП (в/ч 3004, м. Донецьк) — до 1999 — 18 бригада в/ч 7446 (розформований у 2014 році)
- 20-та окрема СМБрМ (в/ч 3010, м. Донецьк) — колишній 50 омсп оп (в/ч 3395)
- 12-та окрема бригада оперативного призначення, в/ч 3057, м. Маріуполь Донецької області (розформована у 2023 році)

## Командування
- (2014—2019) генерал-лейтенант Лебідь Юрій Анатолійович[7]
- (2019—???) генерал-майор Сахон Олег Олександрович
- (2023) полковник Півненко Олександр Сергійович